# Малявки
Малявки (пол. Malawka, Malawko, Molawko; рос. Малявко) — український старшинський, пізніше дворянський рід.

## Походження
Нащадки Харитона Малявки, чернігівського городового отамана (1650). Його син Іван Харитонович Малявка в 1691 по універсалам Мазепи володів маєтностями. 
Указом Павла І від 20 листопада 1800 р. на доповіді Правительствуючим Сенатом, залишені по Івану Малявці нерухомість та селяни височайше затверджені за його нащадками Малявками.

## Опис герба
В щиті в золотому полі зуброва чорна голова, пронизана мечем зверху з правого рогу вниз.
Щит увінчаний дворянським шоломом і короною. Нашоломник: рука воїнська, тримаюча в гору піднятий оголений меч. Намет на щиті золотий, підкладений чорним.
Герб роду Малявко (Малявок) внесений в Частина 9 Загального гербовника родів Всеросійської імперії, стр. 117